# Plectranthus psammophilus
Plectranthus psammophilus là một loài thực vật có hoa trong họ Hoa môi. Loài này được Codd miêu tả khoa học đầu tiên năm 1975.